# Hitman: Blood Money
Pour les articles homonymes, voir Blood Money.
Hitman: Blood Money est un jeu vidéo d'infiltration, développé par IO Interactive et édité par Eidos Interactive, sorti en mai 2006 sur Windows, PlayStation 2, Xbox et Xbox 360.
Warner Bros. Interactive Entertainment a publié des versions améliorées d'Absolution et Blood Money, sorti sur PlayStation 4 et Xbox One en 2019. Un portage intitulé Hitman: Blood Money — Reprisal est sorti pour iOS et Android le 30 novembre 2023 et pour Nintendo Switch le 25 janvier 2024.

## Synopsis
Le journaliste Rick Henderson est contacté par Alexander Leland Cayne, ancien directeur du FBI, à propos d'une affaire incroyable : après des années de traque, 47, tueur à gages légendaire et redouté de la pègre du monde entier, est mort. Sur place, Cayne révèle au journaliste les derniers mois de la vie de l'assassin et les circonstances de son décès. Pour prouver au monde que 47 est bien mort, Cayne décide d'emmener son invité au crématorium où le corps de l'assassin s'apprête à être incinéré. Mais les choses sont-elles vraiment ce qu'elles ont l'air d'être ?

## Système de jeu
Après Hitman: Contracts qui ne proposait quasiment aucune nouveauté comparé à Hitman 2: Silent Assassin, la série se renouvelle avec de nombreux ajouts dans le gameplay.
47 est devenu beaucoup plus dynamique : il peut escalader, passer par une fenêtre, s'accrocher à un rebord, se coller contre un mur, etc. Il a aussi la possibilité de prendre des boucliers humains, donner des coups de tête et des coups de poing, désarmer, pousser, cacher un corps dans une poubelle, etc. Les missions se déroulent dans des environnements encore plus vastes et animés par un nouveau moteur graphique qui permet de rendre très vivantes les scènes de foule (discothèque, fête, etc.).
Avant chaque mission, le joueur peut choisir ses armes à travers un large inventaire (qui s'étoffe au fur et à mesure des missions). À noter l'apparition d'armes personnalisables que le joueur peut perfectionner au cours du jeu (ajout d'un silencieux, diminution du recul, précision accrue, etc.). 47 est muni automatiquement à chaque mission d'un équipement par défaut, ce qui comprend une corde de piano, une bombe télécommandée, le détonateur qui va avec, des jumelles, des pièces de monnaie à jeter et ainsi attirer l'attention des gardes, une seringue de sédatif pour endormir ses victimes et une seringue de poison.
Les possibilités offertes au joueur pour exécuter un même contrat ont été revues à la hausse. Ainsi, une cible peut être éliminée de nombreuses manières : verre empoisonné, explosion, chute mortelle, ou tout simplement avec une arme à feu. L'IA a été améliorée mais 47 peut éteindre la lumière ou jeter une pièce par terre pour attirer l'attention des gardes. 47 peut parfois être filmé par des caméras de surveillance, lorsque cela se produit il a la possibilité d'aller voler la bande vidéo dans la salle de sécurité pour ne laisser aucune trace de son passage (dans le cadre du système de notoriété, voir ci-dessous). Les passants ne sont pas non plus idiots : s'ils se sentent menacés et qu'une arme est à portée de main, ils la saisissent et se défendent, et ils n'hésiteront pas à tirer sur 47.
Le système de notoriété est plus poussé qu'auparavant et entraîne de réelles conséquences. Plus le joueur laisse de témoins et de preuves concernant ses crimes, plus il sera connu mondialement, ce qui est très gênant pour un tueur à gages. Son portrait robot sera publié dans les journaux et il aura plus de chance d'être démasqué lors d'un contrat suivant. Au contraire, s'il reste discret et si aucune personne ne le voit exécuter le contrat, d'autant plus si le meurtre est camouflé en accident, il sera plus tranquille à chaque mission. À la fin de chaque mission, le joueur obtient un rang d'autant plus élevé en fonction de son score (calculé selon plusieurs paramètres comme le nombre de coups de feu, d'accidents simulés et de morts inutiles) et peut faire baisser sa notoriété, si elle devient trop importante, en corrompant les témoins, la police ou le gouvernement moyennant finance.

## Doublage français

### Personnages principaux
- Philippe Dumond : Agent 47
- Virginie Ledieu : Diana Burnwood

### Autres voix
- David Kruger
- Christophe Lemoine
- Thierry Kazazian
- Patrick Borg
- Julien Chatelet
- Martial Le Minoux
- Marc Saez
- Marc Bretonnière
- Gilbert Lévy
- Benjamin Pascal
- Yann Pichon

## Liste des missions
- Planque : mode libre où le joueur peut essentiellement s'exercer à manipuler les armes débloquées au fur et à mesure des contrats réalisés.
- La mort d'un artiste (Baltimore,  Maryland,  États-Unis)[2] : une mission d'entraînement dans un parc d'attractions désaffecté à la suite d'un accident qui a causé la mort de plusieurs personnes. Les proches des victimes demandent à 47 de tuer le propriétaire du parc.
- Un cru stupéfiant (Vallée de Colchagua,  Chili)[3] : dans un domaine viticole au Chili, 47 profite d'une dégustation de vins pour se faufiler parmi les invités et éliminer le propriétaire du vignoble et son fils.
- Dernier acte (Paris,  France) : la mission se déroule à l'opéra de Paris où 47 doit éliminer un chanteur d'opéra pédocriminel ainsi que son ami, l'ambassadeur des États-Unis au Vatican et dirigeant d'un trafic de prostitution de mineurs. À noter que cette mission précède chronologiquement la dernière mission d' Hitman: Contracts : « Traqueur traqué », où 47 est poursuivi par la police française pour le meurtre de ces deux personnes.
- Droit dans le mur (Los Angeles,  Californie,  États-Unis)[4] : la mission se déroule dans une clinique de désintoxication pour alcooliques en Californie. 47 doit faire sortir un agent de la CIA (Smith, un personnage récurrent de la saga), prisonnier et drogué et tuer trois patients.
- Un nouveau départ (San Diego,  Californie,  États-Unis)[5] : 47 doit infiltrer une villa dans une paisible banlieue pour éliminer un témoin protégé par le FBI et récupérer un microfilm.
- Espèce menacée (La Nouvelle-Orléans,  Louisiane,  États-Unis) : au cours du carnaval de La Nouvelle-Orléans, un trio de tueurs compte profiter de l'ambiance festive et de la foule pour abattre un homme politique. 47 doit les éliminer avant qu'ils ne mettent leur plan à exécution.
- Aux aguets (Montagnes Rocheuses,  Montana,  États-Unis)[6] : pour Noël, le « roi du porno » organise une grande fête dans son loft en montagne, dans les Rocheuses. Les invités sont nombreux, 47 se faufile parmi eux pour éliminer le propriétaire des lieux ainsi que le fils libidineux d'un sénateur, et récupérer une vidéo compromettante pour le sénateur.
- Mort sur le Mississippi ( Mississippi,  États-Unis) : pendant la croisière d'un luxueux bateau à roues à aubes, 47 doit éliminer le capitaine du bateau ainsi que son gang et subtiliser des photos compromettantes.
- Jusqu'à ce que la mort... ( Mississippi,  États-Unis) : 47 doit abattre le fils du capitaine du bateau de la mission précédente pendant son mariage, ainsi que le père de la mariée.
- Un château de cartes (Las Vegas,  Nevada,  États-Unis) : dans un prestigieux hôtel-casino à Las Vegas, l'Agence a réservé une chambre au même étage que celle d'un activiste membre d'une organisation raciste. 47 doit l'éliminer ainsi qu'un cheik saoudien et le scientifique de ce dernier puis repartir avec une valise pleine de diamants.
- Une danse endiablée (Las Vegas,  Nevada,  États-Unis) : toujours à Las Vegas, une grande fête est organisée dans un gratte-ciel à deux endroits différents : au sous-sol avec comme thème l'enfer, et au dernier étage avec comme thème le paradis. Sous le déguisement adéquat, 47 doit éliminer quatre personnes.
- 25e amendement (Washington, D.C.,  États-Unis) : le président des États-Unis est menacé. 47 profite de l'excursion d'un groupe de touristes pour s'infiltrer dans la Maison-Blanche afin d'éliminer les conspirateurs : le vice-président des États-Unis ainsi que le tueur à gages chargé d'assassiner le président.
- Requiem :  47 a été empoisonné et on le croit mort. Diana le réveille en lui donnant un dernier baiser dans son cercueil, ses lèvres étant couvertes d'un rouge à lèvres contenant l'antidote. Il ne reste plus à 47 que d'éliminer toutes les personnes présentes à cet évènement, notamment le journaliste Rick Henderson et Alexander Leland Cayne.

## Musiques
Comme pour les précédents titres, Jesper Kyd a composé les musiques de ce quatrième opus. Un album est également sorti.
- Liste des pistes

1. Apocalypse
2. Secret Invasion
3. Before The Storm
4. 47 Attacks
5. Hunter
6. Action In Paris
7. Amb Zone
8. Night Time In The New Orleans
9. Vegas
10. Club Heaven
11. Invasion On The Mississippi River
12. Rocky Mountains
13. Day Light In New Orleans
14. Trouble In Vegas
15. Funeral
16. Main Title

- À noter que ne sont pas inclus dans le disque la musique du menu du jeu Ave Maria ainsi que la chanson de générique de fin entendue dans la mission Une Danse Endiablée, intitulée Tomorrow Never Dies de Swan Lee.

## Polémique des publicités
Bien que Blood Money a bien été jugé comme le jeu le plus violent de la série, des publicités pour le jeu pouvant être trouvées dans des magazines ont tout de même générées plus de controverse que les slogans qui les ont fait naître. La publicité qui a attiré le plus d'attention et de protestations représente une femme en lingerie couchée sur un lit, en apparence endormie, mais avec un trou de balle dans le front. La légende au-dessus de l'image dit :  « Beautifully Executed » (en français : Magnifiquement Exécutée), il s'agit en fait d'un jeu de mots concernant l'apparence de la femme et de son destin. Il existe d'autres publicités telles que « Classically Executed » (« Classiquement Exécuté »), montrant un violoncelliste avec une gorge tranchée, « Coldly Executed » (« Froidement Exécuté »), montrant un homme dans un congélateur et Shockingly Executed (« Scandaleusement Exécutée »), représentant une femme dans une baignoire qui a été électrocutée par un grille-pain.

## Annexe